# Krontyranner
Krontyranner (Onychorhynchidae) är en familj av ordningen tättingar. Den omfattar tre släkten som förekommer i Central- och Sydamerika:
- Onychorhynchus – två arter krontyranner
- Terenotriccus – rödstjärtad myjob
- Myiobius – fyra arter myjober

Arterna i familjen har traditionellt placerats i familjen tyranner. DNA-studier visar dock att de står närmare familjen tityror (Tityridae) och fördes därför dit för att sedan urskiljas som en egen familj.